# 강재

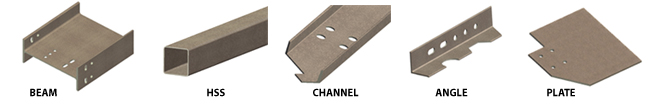

강재(鋼材, structural steel)는 강구조 공학에서 사용되는 철로 이루어진 균질한 재료를 말한다. 강재의 종류는 여러 가지가 있는데, 탄소 함유량이 많아질수록 강도는 증가하지만 취성이 증가한다. 탄소 이외에도 다른 원소들이 들어가지만, 98% 이상의 성분은 철로 되어 있다. 구성 성분의 비율에 따라 강재의 종류와 사용되는 분야가 달라진다. 구조용 강재의 탄성 계수(E)는 일반적으로 210,000MPa (=210GPa)을 사용한다.

## 특징
강재의 장단점은 다음과 같은 것들이 있다.

### 장점
- 강도가 높다.
- 연성이 좋아 파괴 조짐을 조기 예측 가능하다.
- 인성이 높아 파단 시까지 변형 에너지를 많이 흡수할 수 있다. 고강도 강일수록 인성이 더 높다.
- 공장에서 제작해서 조립하는 것이므로 공사 기간이 단축된다.
- 건축물의 조립과 해체가 철근 콘크리트에 비해 유리하다.
- 재료가 균질하여 철근 콘크리트에 비해 설계 가정에 가깝게 구조물이 거동하여 거동을 예측하기 쉽다.
- 철근 콘크리트에 비해 세장한 구조물에 유리하다.
- 철근 콘크리트에 비해 단위 중량은 더 크지만, 비강도가 더 크므로 구조물에 들어가는 물량이 상대적으로 작아 경제적이다.
- 재료의 재활용이 가능하여 친환경적이다.
- 도장을 잘 할 경우 철근 콘크리트에 비해 내구성이 좋다.

### 단점
- 부식에 취약하여 주기적인 관리가 필요하다.
- 열에 의한 강도 저하가 크므로 화재에 약하다.
- 저온에서 충격하중이 작용하면 취성 파괴가 일어난다.
- 좌굴에 약하다.
- 반복 하중에 의한 강도 감소에 유의해야 한다.

## 종류

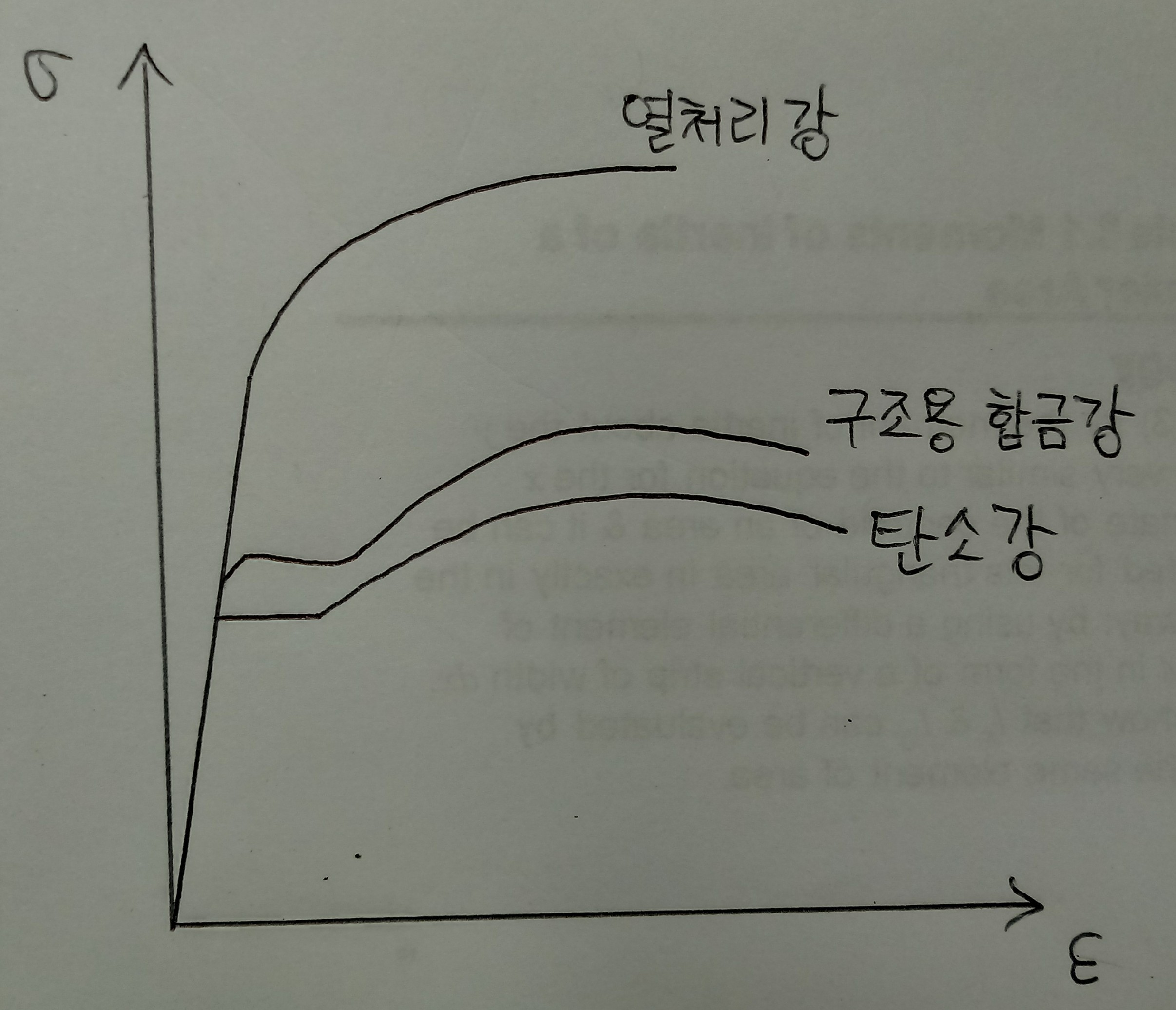
강재 종류별 응력-변형률 선도

- 열처리 강 : 구조용 합금강, 탄소강에 비해 거의 두 배 높은 강도를 가지며, 상대적으로 파단이 일어나는 변형도가 작다. 항복점이 명확하지 않은 특징이 있다.
- 구조용 합금강 : 열처리 강에 비해 절반 정도의 강도, 탄소강에 비해 약간 더 높은 강도를 가진다. 열처리 강에 비해 파단이 일어나는 변형도가 크고, 탄소강에 비해서는 약간 작은 변형도에서 파단이 일어난다. 항복점이 명확하지 않다.
- 탄소강 : 구조용 합금강보다 약간 낮은 강도를 가지는 반면, 파단까지 변형도는 제일 크다. 항복점이 명확하다.[6]

### 구조용 강재
대한민국에서 생산되는 구조용 강재는 한국산업표준(KS)에 의해 분류된다. 몇 가지 예를 들면 다음과 같다.
| KS 번호   | 명칭 |
| --------- | --- |
| KS D 3503 | 일반 구조용 압연 강재 (SS 275)                                                                                 |
| KS D 3515 | 용접 구조용 압연 강재 (SM 275A, B, C, SM 355A, B, C, TMC, SM 420B, C, TMC, SM 460B, TMC)                       |
| KS D 3529 | 용접 구조용 내후성 열간 압연 강재 (SMA 275AW, BW, CW, SMA 275AP, BP, CP, SMA 355AW, BW, CW, SMA 355AP, BP, CP) |

첫번째 문자 S는 Steel을 나타낸다. 두번째 문자는 제품의 형상이나 용도 및 강종을 나타낸다. 예를 들어 SS는 일반 구조용 압연 강재(Structural Steel)을 나타내고 SWS는 용접 구조용 강재(Structural Welded Steel)를 나타낸다. 숫자는 강종의 항복강도(N/mm², MPa)를 나타낸다. 2016년 11차 KS 개정을 통해 기준이 인장강도에서 항복강도로 변경되었다. 2017년 1월 1일부터 2017년 12월 31일까지는 표기 변경에 따른 업계 혼란을 방지하기 위한 병용기간이었다. 마지막 알파벳은 강재의 충격흡수 에너지에 의한 품질을 나타낸다. D로 갈수록 충격 특성이 향상된다.
| 일반 구조용 압연강재(SS) | 일반 구조용 압연강재(SS) | 용접 구조용 압연강재(SM) | 용접 구조용 압연강재(SM) | 용접구조용 내후성 열간 압연강재(SMA) | 용접구조용 내후성 열간 압연강재(SMA) |
| 구 기호                  | 변경 기호                | 구 기호                  | 변경 기호                | 구 기호                              | 변경 기호                            |
| ------------------------ | ------------------------ | ------------------------ | ------------------------ | ------------------------------------ | ------------------------------------ |
| SS 330                   | SS 235                   | SM 400A                  | SM 275A                  | SMA 400AW                            | SMA 275AW                            |
| SS 400                   | SS 275                   | SM 400B                  | SM 275B                  | SMA 400AP                            | SMA 275AP                            |
| SS 490                   | SS 315                   | SM 400C                  | SM 275C                  | SMA 400BW                            | SMA 275BW                            |
| SS 540                   | SS 410                   | SM 490A                  | SM 355A                  | SMA 400BP                            | SMA 275BP                            |
| SS 590                   | SS 450                   | SM 490B                  | SM 355B                  | SMA 400CW                            | SMA 275CW                            |
|                          |                          | SM 490C                  | SM 355C                  | SMA 400CP                            | SMA 275CP                            |
|                          |                          | SM 520B                  | SM 420B                  | SMA 490AW                            | SMA 355AW                            |
|                          |                          | SM 520C                  | SM 420C                  | SMA 490AP                            | SMA 355AP                            |
|                          |                          | SM 570                   | SM 460B                  | SMA 490BW                            | SMA 355BW                            |
|                          |                          |                          |                          | SMA 490BP                            | SMA 355BP                            |
|                          |                          |                          |                          | SMA 490CW                            | SMA 355CW                            |
|                          |                          |                          |                          | SMA 490CP                            | SMA 355CP                            |
|                          |                          |                          |                          | SMA 570W                             | SMA 460W                             |
|                          |                          |                          |                          | SMA 570P                             | SMA 460P                             |

몇 가지 강재의 항복 강도와 극한 강도를 살펴보면 다음과 같다.
| 강도(N/mm2)        | 판 두께(mm)      | SS 275    | SS 315*   |
| ------------------ | ---------------- | --------- | --------- |
| 최소 항복 강도(Fy) | 16 이하          | 275       | 315       |
| 최소 항복 강도(Fy) | 16 초과 40 이하  | 265       | 305       |
| 최소 항복 강도(Fy) | 40 초과 100 이하 | 245       | 295       |
| 최소 항복 강도(Fy) | 100 초과         | 235       | 275       |
| 인장 강도(Fu)      | 인장 강도(Fu)    | 410 - 550 | 490 - 630 |

* SS 315 적용두께는 60mm 이하
| 강도(N/mm2)        | 판 두께(mm)       | SM 275    | SM 355    |
| 강도(N/mm2)        | 판 두께(mm)       | SMA 275   | SMA 355   |
| ------------------ | ----------------- | --------- | --------- |
| 최소 항복 강도(Fy) | 16 이하           | 275       | 355       |
| 최소 항복 강도(Fy) | 16 초과 40 이하   | 265       | 345       |
| 최소 항복 강도(Fy) | 40 초과 75 이하   | 255       | 335       |
| 최소 항복 강도(Fy) | 75 초과 100 이하  | 245       | 325       |
| 최소 항복 강도(Fy) | 100 초과 200 이하 | 235       | 305       |
| 인장 강도(Fu)      | 인장 강도(Fu)     | 410 - 550 | 490 - 630 |

## 항복 조건
강재는 일반적으로 수직 응력(σ)과 전단 응력(v)을 동시에 받는다. 따라서 이런 경우 강재가 항복할 때를 '항복 조건'이라고 한다. 항복 조건은 폰 미세스(Von Mises)가 제안한 다음 식에 항복강도를 결정 및 계산할 수 있다. 이 식은 접합부의 조합응력 검토에 사용된다.
{\displaystyle F_{y}={\sqrt {\sigma ^{2}+3v^{2}}}}
필릿 용접의 경우는 {\displaystyle F_{y}={\sqrt {\sigma ^{2}+v^{2}}}} 식을 사용한다.

## 형태와 치수
치수 단위는 mm를 사용한다.

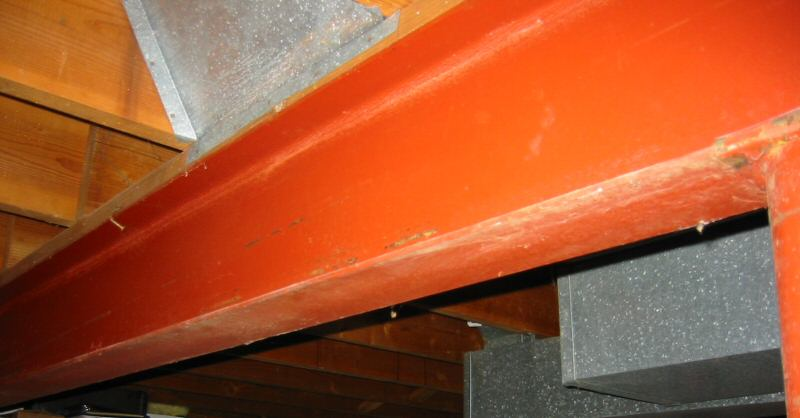
보에 사용된 H형강

H형강과 I형강

- H형강 또는 I형강 : 주로 기둥, 보에 사용된다. H 형강의 치수 표시는 H-H×B×t1×t2로 표시한다.(H-높이×플랜지 폭×웨브 두께×플랜지 두께) I형강의 치수 표시는 I-H×B×t1×t2로 표시한다.(I-높이×플랜지 폭×웨브 두께×플랜지 두께) H형강은 단면이 일정하나, I형강은 플랜지 두께가 안쪽에서 바깥쪽으로 갈수록 줄어드는 차이점이 있다.[10]
- ㄷ형강(channel) : 단면 성능이 떨어지나 접합 시공이 좋아 가새 등에 쓰인다. 치수 표시는 ㄷ-H×B×t1×t2로 표시한다.(ㄷ-높이×플랜지 폭×웨브 두께×플랜지 두께)[11]
- ㄱ형강(Angle) : 치수 표시는 ㄴ-A×B×t (장축 길이 × 단축 길이 × 두께)로 한다.[11]
- T형강 : T 형강의 치수 표시는 T-H×B×t1×t2로 표시한다.(T-높이×플랜지 폭×웨브 두께×플랜지 두께)[11]
- 강관
- 강봉 및 강판
- 냉간성형강

## 러멜러 테어링
러멜러 테어링(Lameller tearing)이란 강재가 열간 압연으로 생산될 때, 압연이 진행되는 방향과 수직인 단면에 집중 하중이 작용하면 변형의 집중 현상과 작은 연성 능력으로 인해 취성 파괴가 일어나는 것을 말한다. 압연이 진행되는 방향의 단면과 이와 교차하는 단면은 서로 다른 기계적 성질을 보이기 때문에 이런 현상이 일어난다. 주된 원인은 용접 후에 부재에서 일어나는 수축 현상(shrinkage)때문이다. 러멜러 테어링을 방지하기 위한 방법은 용접의 상세를 합리적으로 계획하는 것이다. 용접되는 부분이 압연이 진행되는 방향과 일치하게 하면 러멜러 테어링을 줄일 수 있다.

## 강교량의 도장

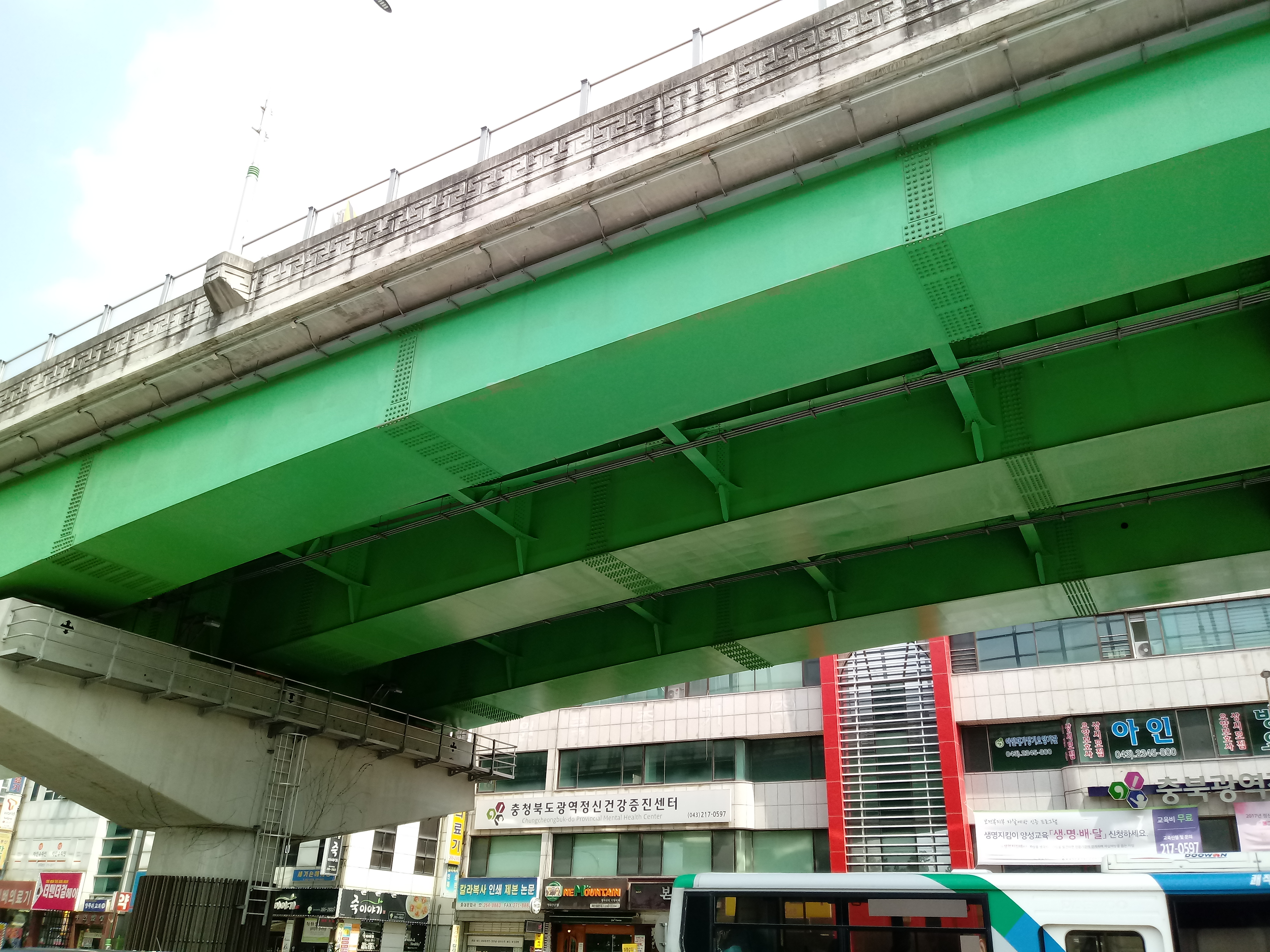
강교는 부식방지를 위해 표면도장을 한다.

강교는 부식 방지를 위해 표면 도장을 한다. KCS 14 31 40 :2019 도장 2.3 도장계열에 따라 방법을 분류한다.
| 구분                 | 구분                 | 구분   | 표면처리  | 제1층                    | 제2층                | 제3층                  | 제4층                | 제5층                |
| 일 반 중 방 식 계 열 | 우레탄계 마감        | TypeⅠ  | SSPC-SP10 | 무기질 아연말 도료       | 미스트코트           | 고고형분 에폭시계 도료 | 우레탄계 도료        | 우레탄계 도료        |
| 일 반 중 방 식 계 열 | 우레탄계 마감        | TypeⅡ  | SSPC-SP10 | 무기질 아연말 도료       | 미스트코트           | 고고형분 에폭시계 도료 | 우레탄계 도료        | 우레탄계 도료        |
| 일 반 중 방 식 계 열 | 우레탄계 마감        | Type Ⅲ | SSPC-SP10 | 아연알루미늄용사         | 미스트코트           | 고고형분 에폭시계 도료 | 우레탄계 도료        | 우레탄계 도료        |
| 일 반 중 방 식 계 열 | 세라믹계 우레탄 마감 | TypeⅠ  | SSPC-SP10 | 무기질 아연말 도료       | 미스트코트           | 세라믹계 방식도료      | 세라믹계 우레탄 도료 | 세라믹계 우레탄 도료 |
| 일 반 중 방 식 계 열 | 세라믹계 우레탄 마감 | TypeⅡ  | SSPC-SP10 | 무기질 아연말 도료       | 미스트코트           | 세라믹계 방식도료      | 세라믹계 우레탄 도료 | 세라믹계 우레탄 도료 |
| 일 반 중 방 식 계 열 | 세라믹계 우레탄 마감 | Type Ⅲ | SSPC-SP10 | 아연알루미늄용사         | 미스트코트           | 세라믹계 방식도료      | 세라믹계 우레탄 도료 | 세라믹계 우레탄 도료 |
| 일 반 중 방 식 계 열 | 실록산계 마감        | TypeⅠ  | SSPC-SP10 | 무기질 아연말 도료       | 미스트코트           | 고고형분 에폭시계 도료 | 실록산계 도료        | 실록산계 도료        |
| 일 반 중 방 식 계 열 | 실록산계 마감        | TypeⅡ  | SSPC-SP10 | 무기질 아연말 도료       | 미스트코트           | 고고형분 에폭시계 도료 | 실록산계 도료        | 실록산계 도료        |
| 일 반 중 방 식 계 열 | 실록산계 마감        | Type Ⅲ | SSPC-SP10 | 아연알루미늄용사         | 미스트코트           | 고고형분 에폭시계 도료 | 실록산계 도료        | 실록산계 도료        |
| 일 반 중 방 식 계 열 | 불소수지계 마감      | TypeⅠ  | SSPC-SP10 | 무기질 아연말 도료       | 미스트코트           | 고고형분 에폭시계 도료 | 불소수지계 도료      | 불소수지계 도료      |
| 일 반 중 방 식 계 열 | 불소수지계 마감      | TypeⅡ  | SSPC-SP10 | 아연알루미늄용사         | 미스트코트           | 고고형분 에폭시계 도료 | 불소수지계 도료      | 불소수지계 도료      |
| 친 환 경 중 방 식    | 수용성 우레탄계 마감 | TypeⅠ  | SSPC-SP10 | 수용성무기질 아연말 도료 | 미스트코트           | 수용성 에폭시계 도료   | 수용성 우레탄계 도료 | 수용성 우레탄계 도료 |
| 친 환 경 중 방 식    | 수용성 우레탄계 마감 | TypeⅡ  | SSPC-SP10 | 수용성무기질 아연말 도료 | 미스트코트           | 수용성 에폭시계 도료   | 수용성 우레탄계 도료 | 수용성 우레탄계 도료 |
| 친 환 경 중 방 식    | 수용성 우레탄계 마감 | TypeⅢ  | SSPC-SP10 | 아연알루미늄용사         | 미스트코트           | 수용성 에폭시계 도료   | 수용성 우레탄계 도료 | 수용성 우레탄계 도료 |
| 친 환 경 중 방 식    | 수용성 우레탄계 마감 | TypeⅣ  | SSPC-SP10 | 무용제 에폭시계 도료     | 무용제 에폭시계 도료 | 수용성 우레탄계 도료   | 수용성 우레탄계 도료 |                      |

## 같이 보기
- 형강
- 구조공학

## 참고 문헌
- 한국강구조학회 (2019). 《강구조공학》. 구미서관.
- 한국강구조학회 (2017). 《강구조설계》. 구미서관. ISBN 978-89-8225-135-1.
- 한봉구 (2016). 《강구조공학》. 구미서관. ISBN 978-89-8225-133-7.
- KS D 3503:2018 일반구조용 압연강재
- KS D 3515:2018 용접구조용 압연강재
- KS D 3529:2018 용접구조용 내후성 열간 압연강재